# Juraj Chvátal
Juraj Chvátal (sinh 13 tháng 7 năm 1996) là một hậu vệ bóng đá Slovakia hiện tại thi đấu cho MŠK Žilina, mượn từ Sparta Praha và Đội tuyển bóng đá U-21 quốc gia Slovakia.

## Sự nghiệp câu lạc bộ
Chvátal khởi đầu sự nghiệp ở TJ Slavoj Moravský Svätý Ján.
Anh ra mắt chuyên nghiệp cho Senica trước FK Dukla Banská Bystrica ngày 8 tháng 3 năm 2014.